# Dorothy Cumming
Dorothy Greville Cumming (12 de abril de 1894 – 10 de diciembre de 1983) fue una actriz que trabajó en películas mudas. Apareció en 39 películas estadounidenses, inglesas, y australianas entre 1915 y 1929, en particular su interpretación de María Magdalena en la película de Cecil B. DeMille El rey de reyes de 1927 y la esposa celosa en El viento protagonizada por Lillian Gish. También apareció en producciones teatrales en esos mismos países.

## Primeros años y carrera
Dorothy Greville Cumming nació en Boorowa, Nueva Gales del Sur. Su padre, Victor Albert Cumming, nacido en 1859 en Brisbane, Queensland, era un oficial del Departamento de Tierras y también era dueño de la estación de ovejas de Narrangullen, que está ubicada cerca de Yass. Su madre era Sarah T. Fennell. Sus abuelos paternos, Frederick Cumming y Agnes Jane Stuart, nacieron en Escocia e Inglaterra, respectivamente.
La familia se mudó a Sídney alrededor de 1904 y se instaló en el suburbio de Woollahra ubicado en Sídney. Mientras estudiaba en la Escuela Ascham, Dorothy asistió a lecciones de elocución y actuación, apareciendo en obras teatrales a partir de 1907. En 1911 apareció juntó con Enid Bennett en la producción de J. C. Williamson, Everywoman.
En 1915 apareció en la película de J. C. Williamson Within our Gates, o Deeds that Won Gallipoli, una película dramática de espías dirigido por el actor y director inglés Frank Harvey. En ese momento, Williamson había hecho un puñado de películas protagonizadas por sus propios actores, en respuesta a la amenaza de aumentar las importaciones estadounidenses, incluidas Get-Rich-Quick Wallingford y Officer 666, dirigidas por Fred Niblo. Cumming decidió seguir una carrera en el cine, partió hacia los Estados Unidos a mediados de 1916.
Cumming tenía tres hermanos, incluyendo dos hermanas que también se mudaron a los Estados Unidos. Rose Cumming se convirtió en una destacada decoradora de interiores estadounidense, y Eileen Cumming en una ejecutiva de publicidad, que se casó con el reumatólogo Dr. Russell LaFayette Cecil. Cumming también tenía varios medios hermanos que venían del primer matrimonio de su madre.

## Matrimonios
Cumming se casó dos veces. Sus esposos fueron:
- Frank Elliott Dakin (casados el 4 de abril de 1922, separados en 1925, divorciados el 9 de diciembre de 1927), director de escena conocido profesionalmente como Frank Elliott. Tuvieron dos hijos, quienes tomaron el apellido de soltera de su madre después del divorcio de sus padres: Anthony "Tony" Cumming y el teniente Greville CE Cumming (1921-1944).[8]
- Allan McNab (nacido en 1901), se casaron el 2 de agosto de 1932. Fue un artista y diseñador británico que se convirtió en director de arte de Life, trabajó como director de diseño para Norman Bel Geddes y se convirtió en director de administración del Instituto de Arte de Chicago.

## Muerte
Murió en la ciudad de Nueva York en 1983.

## Filmografía seleccionada
- Blancanieves (1916)
- A Woman Who Understood (1920)
- The Notorious Miss Lisle (1920)
- The Woman and the Puppet (1920)
- The Notorious Mrs. Sands (1920)
- Ladies Must Live (1921)
- Don't Tell Everything (1921)
- The Man From Home (1922)
- Manslaughter (1922)
- The Cheat (1923)
- The Self-Made Wife (1923)
- Twenty-One (1923)
- Nellie, the Beautiful Cloak Model (1924)
- The Female (1924)
- The Manicure Girl (1925)
- A Kiss for Cinderella (1925)
- One Way Street (1925)
- The New Commandment (1925)
- Dancing Mothers (1926)
- For Wives Only (1926)
- Mademoiselle Modiste (1926)
- Butterflies in the Rain (1926)
- El rey de reyes (1927)
- In Old Kentucky (1927)
- The Lovelorn (1927)
- Forbidden Hours (1928)
- Life's Mockery (1928)
- Our Dancing Daughters (1928)
- El viento (1928)
- Kitty (1929)